# Magister dixit
(lat.) magister dixit („der Lehrer hat gesagt“) bezeichnet einen Ausdruck, der verwendet wird, wenn eine Argumentation durch einen Verweis auf eine unanfechtbare Autorität ersetzt wird.
Sinnverwandt sind:
- (lat.) ipse dixit („er selbst hat gesagt“): Der Führer, der Lehrer hat das gesagt. Eine Redewendung, die Cicero in seiner Schrift De natura deorum aufführt.

- (griech.) autos epha (Αὐτὸς ἔφα – „er selbst sagte“): Der Führer, der Lehrer hat das gesagt. Ein Ausdruck, den die Schüler und Nachfolger des Pythagoras in den Fällen verwendeten, wenn sie einen unbedingt unwiderlegbaren Beweis zur Bestätigung der Wahrheit einer zu wertenden These erbringen wollten.